# Hành tinh khỉ: Vương quốc mới
Hành tinh khỉ: Vương quốc mới (tên tiếng Anh: Kingdom of the Planet of the Apes) là bộ phim điện ảnh thuộc thể loại hành động khoa học viễn tưởng của Hoa Kỳ ra mắt năm 2024 được đạo diễn bởi Wes Ball với kịch bản được chấp bút bởi Josh Friedman, Rick Jaffa, Amanda Silver và Patrick Aison và do  Joe Hartwick Jr., Jaffa, Silver và Jason Reed sản xuất. Đây là phần hậu truyện của Đại chiến hành tinh khỉ (2017) và đồng thời cũng là phần phim thứ tư của chuỗi phim khởi động Hành tinh khỉ. Phim có sự tham gia của Owen Teague trong vai diễn chính bên cạnh các diễn viên khác bao gồm Freya Allan, Kevin Durand, Peter Macon và William H. Macy.
Kế hoạch phát triển một phần phim mới của Hành tinh khỉ được bắt đầu vào tháng 4 năm 2019, sau khi hãng Disney chính thức thâu tóm công ty 20th Century Fox, với phần kịch bản và chỉ đạo được giao cho Ball vào tháng 12. Phần lớn kịch bản được viết trong Đại dịch COVID-19 vào năm 2020 với quá trình tuyển vai được tiến hành vào tháng 6 năm 2022 sau khi phần kịch bản chính thức hoàn thành. Teague được chọn để tham gia vai chính của bộ phim vào tháng 8 và đồng thời tựa đề cũng như các diễn viên tham gia khác cũng được tiết lộ vào vài tháng sau đó. Công đoạn quay phim chính bắt đầu vào tháng 10 năm 2022 tại Sydney và chính thức đóng máy vào tháng 2 năm sau.
Hành tinh khỉ: Vương quốc mới được dự kiến sẽ công chiếu tại Hoa Kỳ vào ngày 24 tháng 5 năm 2024 và do 20th Century Studios phát hành.

## Tiên đề
Nhiều thế hệ sau các sự kiện diễn ra trong Đại chiến hành tinh khỉ (2017), các nền văn minh của loài vượn đã bắt đầu xuất hiện từ những ốc đảo nơi mà Caesar dẫn các đồng minh của mình đến, trong khi loài người đã thoái lui về trạng thái hoang dã. Khi người lãnh đạo của loài vượn Proximus Caesar đã xuyên tạc lời dạy của Caeser để cưỡng ép các bộ tộc khác trở thành nô lệ của mình để truy tìm dấu vết cuối cùng của công nghệ loài người. Noa, một chú tinh tinh thông thường, dấn thân vào cuộc hành trình đầy gian nan cùng với Mae, một người bạn trẻ, để xác định tương lai cho loài vượn cũng như loài người nói chung.

## Diễn viên
- Owen Teague thủ vai Noa, một chú tinh tinh trẻ được sinh trong thế hệ sau thời đại của Caesar.[2][3]
- Freya Allan thủ vai Mae, một cô gái hoang dã trẻ, đồng hành cùng với Noa trong cuộc phiêu lưu của anh.[2]
- Kevin Durand thủ vai Proximus Caesar, một con tinh tinh cai trị đầy quyền lực, kẻ lãnh đạo tộc khỉ sống ở ven biển đang đi tìm kiếm công nghệ của loài người.[2][4]
- Travis Jeffery[5]
- Peter Macon thủ vai Raka, một chú đười ươi khôn ngoan và là đồng minh của Noa.[2][6]
- William H. Macy[7]

Ngoài phim, phim còn có sự tham gia của Eka Darville, Neil Sandilands, Sara Wiseman, Lydia Peckham, Ras-Samuel Weld A'abzgi, and Dichen Lachman trong các vai diễn chưa được tiết lộ.

## Sản xuất

### Phát triển
Vào tháng 10, 2016, đạo diễn của hai phần phim Sự khởi đầu của hành tinh khỉ (2014) và Đại chiến hành tinh khỉ (2017), Matt Reeves đã chia sẻ rằng ông đã có những ý tưởng co phần phim thứ tư của loạt phim khởi động Hành tinh khỉ. Vào giữa năm 2017, khi Đại chiến được phát hành, Rees và đồng biên kịch Mark Bomback đã bày tỏ sự quan tâm đến những phần hậu truyện của phim. Reeves đã nói rằng nhân vật của Steve Zahn, Vượn Hư,   đã thiết lập một thế giới của loài linh trưởng "lớn hơn" so với nhóm khỉ của Caesar, và nói thêm rằng cũng có nhiều loài khỉ "lớn lên mà không có sự lãnh đạo của Caesar" và gợi ý rằng sự xung đột sẽ nổ ra nếu những loài khỉ của nhóm Caeser gặp những kẻ bên ngoài như thế. Bomback cảm thấy rằng "có lẽ chỉ còn một chương lớn nữa để kể", giải thích làm thế nào Caesar "trở thành nhân vật kiểu Moses trong thế giới Khỉ". Ông gợi ý rằng các nhà làm phim khác có thể làm phần tiếp theo và bối cảnh của nó có thể diễn ra hàng trăm năm sau Đại chiến. Mặc dù vậy, ông ấy chia sẻ rõ ràng chưa có cuộc trò chuyện nào về phần tiếp theo tiềm năng, bày tỏ mong muốn "xả hơi và để mọi thứ nghỉ ngơi một chút."
Tháng 3 năm 2022, chủ tịch Steve Asbell của công ty 20th Century Studios đã chia sẻ rằng ông đang rất mong đợi về một bản thảo của kịch bản sớm được ra mắt nhằm mục đích bắt đầu sản xuất vào cuối năm. Vào tháng 6, Oddball Entertainment và Shinbone Productions đã được xác nhận sẽ đồng tham gia sản xuất phim, trong khi quá trình tuyển vai chính cũng được tiến hành ngay sau khi kịch bản phim được hoàn thành vào một tháng trước. Tựa đề Hành tinh khỉ: Vương quốc mới của phim cũng được tiết lộ vào tháng 9 năm 2022 với mốc thời gian sẽ được đặt vào nhiều năm sau các sự kiện của phần phim Đại chiến. Jaffa, Silver và Patrick Aison sẽ cùng tham gia vào vị trí biên kịch của phim đồng nghĩa với việc Ball sẽ không còn là biên kịch chính của phim. Jason Reed và Jenno Topping cũng được thông báo sẽ đảm nhận vai trò nhà sản xuất và giám đốc sản xuất trong khi Strake sẽ không còn là nhà sản xuất chính của phim.

### Tuyển vai
Vào tháng 8 năm 2022, Owen Teague tham gia vào dàn diễn viên của phim trong vai diễn ghi hình chuyển động chính. Vào tháng sau đó, Freya Allan và Peter Macon là hai cái tên tiếp theo tham gia vào phim bên cạnh những thông báo về tựa đề của phim cũng như là năm công chiếu phim, Eka Darville và Kevin Durand cũng được thông báo sẽ tham gia vào tháng 10. Travis Jeffery, Neil Sandilands, Sara Wiseman, Lydia Peckham và Ras-Samuel Weld A'abzgi cũng được thêm vào dàn diễn viên của phim sau đó, trong khi thông tin về sự xuất hiện của William H. Macy và Dichen Lachman được công bố vào tháng 1, 2 năm 2023.

### Quay phim
Quá trình quay phim chính được tiến hành vào tháng 10 năm 2022 tại Disney Studios Úc tại Sydney, với một phần kinh phí được tài trợ bởi Chính phủ Úc, với cái tên bí mật là Khu vực cấm. Bộ phim chính thức đóng máy vào ngày 15 tháng 2, 2023.

## Quảng bá
Một đoạn teaser trailer của phim đã được đăng tải vào ngày 2 tháng 11, 2023. Bryan Britt từ trang Inverse đã so sánh tiên đề của bộ phim với phần phim gốc Hành tinh khỉ từ năm 1968.

## Phát hành
Hành tinh khỉ: Vương quốc mới được dự kiến sẽ công chiếu ại Hoa Kỳ vào ngày 24 tháng 5 năm 2024.

## Tương lai
Vào tháng 4 năm 2022, có thông tin rằng Disney và 20th Century đã lên kế hoạch để Vương quốc mới sẽ trở thành phần đầu tiên trong chuỗi ba phim mới của loạt phim Hành tinh khỉ.